# Chris Renaud
Chris Renaud (Baltimora, dicembre 1966) è un regista, animatore e produttore cinematografico statunitense. È attivo soprattutto nel campo dei film animati.

## Biografia
Conosciuto soprattutto per aver diretto assieme a Pierre Coffin i film Cattivissimo me (2010) e Cattivissimo me 2 (2013), ha ricevuto una nomination ai Premi Oscar 2007 nella categoria miglior cortometraggio d'animazione (per No Time for Nuts) e ai Premi Oscar 2014 per Cattivissimo me 2 nella categoria miglior film d'animazione. Nel 2014 è stato candidato anche ai Premi BAFTA 2014 nella stessa categoria. Sia nel 2011 che nel 2014 ha ricevuto anche la nomination ai Golden Globe per il miglior film d'animazione. 

## Filmografia
Regista
- 2006 - Una ghianda è per sempre (No Time for Nuts) - cortometraggio
- 2010 - Cattivissimo me (Despicable Me)
- 2012 - Lorax - Il guardiano della foresta (The Lorax)
- 2013 - Cattivissimo me 2 (Despicable Me 2)
- 2015 - Minions
- 2016 - Pets - Vita da animali (The Secret Life of Pets) - anche voce
- 2019 - Pets 2 - Vita da animali (The Secret Life of Pets 2) - anche voce
- 2024 - Cattivissimo me 4 (Despicable Me 4)